# HII regioni
 regioni (Ha dva regioni) su najsjajnije forme međuzvezdane materije u kojima se rađaju zvezde. HII su oblasti oko najmlađih i najvrelijih zvezda. Većinski ih čini jednom jonizovan vodonik spektroskopske oznake HII, po kojem su i nazvani.
 regioni su podvrsta emisionih maglina, pored planetarnih maglina i ostataka supernovih. Ovom podelom, emisione magline se dele u zavisnosti od porekla međuzvezdane materije koja ih čini.
 regioni okružuju mlade zvezde, koje su najčešće iz O i B1 spektralnih klasa na H-R dijagramu. U ovim regionima temperatura je oko 104 K, a gustina im je reda veličine 107 čestica po metru kubnom. Ovi regioni se spektroskopski karakterišu linijama jonizovanog vodonika, od kog se većinski sastoje. Vodonik se jonizuje UV zračenjem koje potiče sa zvezda. Energiju dovoljnu za jonizaciju vodonika (13,6 eV) imaju samo najtoplije i najmlađe zvezde.
HII region prima energiju od fotona emitovanih u fotosferi zvezde koju okružuje, a otpušta energiju preko emisije zračenja u okolinu.

## Istorijat
Iako su nekoliko najsvetlijih i najbližih HII regiona vidljivi golim okom, prva njihova detekcija je zabeležena tek detekcijom teleskopa u ranom 17. veku. Francuski astronom Fabri de Peires je 1610. uočio maglinu Orion i iako je čak ni Galileo primetio. Od ovog otkrića, primećene su ubzo i mnoge druge oblasti u kojima se rađaju zvezde, kako u našim, tako i u drugim galaksijama. Kada je Vilijam Herše posmatrao maglinu Orion 1774. godine, opisao ju je kao „haotičan materijal budućih sunaca“. Njegova hipoteza je potvrđena tek nakon nekoliko stotina godina kada su Vilijam i Meri Hagins spektroskopski proučavali različite magline. Uočili su da su neke, poput Andromede, imaju spektar prilično sličan zvezdama, dok su druge izgledale drugačije i nisu imale jaki kontinualni spektar sa apsorpcionim linijama, već su imali mali broj emisionih linija, kao kod magline Orion.
Pokazalo se da se prva vrsta spektroskopski identifikovanih maglina sastoji od stotina miliona identifikovanih zvezda. Druge vrste maglina su imale spektralne linije maglina koje nikad pre nisu bile zabeležene, te se spekulisalo da potiču od do tada nepoznatog elementa nazvanog nebulijum, po maglinama (nebula). Na ovakvu ideju su naučnici došli pretpostavkom da se Sunce sastoji od novog elementa, koji je nazvan helijum, što je ispostavilo kao tačno. Međutim, dok je helijum uskoro bio izoliran na Zemlji, nakon njegovog otkrića na Suncu, "nebulijum" se nije mogao pronaći ni u najmanjim zalihama na Zemlji. Henri Noris Rasel je u ranom 20. veku pretpostavio da emisiona linija na 500,7 nm možda ne potiče od novog elementa, već od poznatog elementa koji se nalazi u nama neppoznatim uslovima.
Dvadesetih godina 20. veka pokazano je da se u gasovima ekstremno niske gustine elektroni mogu nalaziti u metastabilnom energetskom nivou u atomima i jonima i kao takvi su prisutni u mnogo većem broju u gušćim materijama, kada vrlo brzo dolazi do deekscitacije prilikom sudara. Pokazano je da elektroni upravo na talasnoj dužini od 200,7 silaze iz metastabilnog u osnovno stanje kod dvostruko jonizovanog kiseonika. Međuzvezdana materija koja se u astronomskom kontekstu smatra gustom, nalazi se u visokom vakuumu, gledano po laboratorijskim standardima. Zbog mnogo gušćih sredina u okolini Zemlje, ovakvi uslovi gustine gasa se ne mogu ostvariti i spektralne linije su nazvane zabranjene linije. Spektroskopska posmatranja su pokazala da se planetarne magline u velikim količinama sastoje od dva puta jonizovanog kiseonika (OIII), te se u njima mogu identifikovati ove "zabranjene linije".
S druge strane, dominantna spektralna linija u HII regionima je linija talasne dužine 656,3 nm. Ova linija je postala poznata kao H-alfa linija emitovana od strane atomskog vodonika. Zaključeno je da HII regioni mora da se sastoje od smeše elektrona i jonizovanog vodonika koji se neprekidno rekombinuju u vodonikove atome.
Tokom 20. veka, posmatranja su pokazala da se HII regioni često sastoje od vrućih svetlih zvezda. Ove zvezde su mnogo masivnije od Sunca i kratko su živeće, a njihov ukupni životni vek traje ukupno nekoliko miliona godina, u poređenju sa nekoliko milijardi godina života Sunca. Odavde je zaključeno da HII regioni moraju biti oblasti u kojima se formiraju nove zvezde. Tokom perioda od nekoliko miliona godina zvezdana jata mogu da formiraju HII region pre nego što radijacioni pritisak sa vrućih mladih zvezda rasprši maglinu.

## Mehanizam zračenja
Fluorescencija je proces jonizacije i kaskadne rekombinacije jona vodonika u HII regionima. Fluorescencijom se dešavaju fotojonizacija i rekombinacija kod kojih UV foton prelazi u niz fotona vidljive svetlosti koja se beleži raznim talasnim dužinama u emisionom spektru magline, po kojima se emisione magline i karakterišu.
Jonizacija je proces u kojem se pod dejstvom UV zračenja oslobađa elektron sa nekog nivoa atoma vodonika. Suprotan proces, proces rekombinacije, dešava se kada oslobođen elektron u susretu sa jonom biva zahvaćen i tada atom zrači fotone. Prateća pojava kod rekombinacije su spontani kaskadni prelazi u slučajevima kad je elektron zahvaćen na viši nivo, a zatim u nekoliko uzastopnih skokova do osnovnog nivoa emituje fotone.
Kod vodonika se prelazi elektrona na niže nivoe dele na serije u zavisnosti od nivoa na koji elektron stiže nakon skoka. Prelaz na prvi nivo sa svih viših nivoa odgovara zračenju iz Lajmanove serije, Balmerova serija su prelazi na drugi nivo, a zatim slede Pašenova, Breketova, Pfundova serija i tako dalje.
Pri udaljavanju od zvezde, intenzitet UV zračenja naglo slabi, pa postoji sve manje jonizovanog vodonika, sve dok region jonizovanog vodonika ne pređe u region neutralnog vodonika. Oštra granica između ove dve oblasti vodonika predstavlja kraj magline.
Sam HII region ima gušćih i ređih delova. Najgušći delovi su takozvane kompaktne globule koje su i do 1.000 puta gušće od prosečne gustine regiona.

### Spektar magline
regioni su izvori termalnog kontinualnog zračenja u vidljivom i radio delu spektra. Karateristični su po superponiranim emisionim linijama.
U spektru svih emisionih maglina pojavljuju se dve vrlo jake linije vodonika zelene boje u vidljivom delu spektra na talasnim dužinama od 500,7 nm i 495,9 nm. Dugo vremena poreklo ovih linija nije moglo da bude identifikovano, tj. nisu odgovarale nijednim linijama detektovanim na zemlji. Pretpostavljeno je da postoji novi element, nazvan nebulijum po maglini (nebula), koji emituje ove linije. Linije su označene kao N1 i N2. Godine 1927. I.S. Bouen je otkrio da linije potiču od dvostruko jonizovanog kiseonika (OIII) na prelazu između metastabilnog i osnovnog stanja.
N1 i N2 linije su najpoznatije "zabranjene linije", tj. linije koje nisu odgovarale nijednim emisionim linijama detektovanim na zemlji. Pored njih danas se zna za oko sto linija sa metastabilnih nivoa. Zabranjene linije su karakteristične za sredine čije su gustine male u odnosu na najmanje gustine na Zemlji. Za razliku od vremena života atoma u ekscitovanom stanju koje je reda veličine 10−8 s, vreme atoma u metastabilnom stanju je izrazito duže i iznosi 102 s, tako da u regionima velike gustine mnogo češće dolazi do sudara koji deekscituju atom bez emitovanja zračenja. U maglinama je srednje vreme između sudara 106 s, što je mnogo veće srednjeg vremena elektrona u metastabilnom stanju, te se u maglinama spontano dešavaju prelazi sa metastabilnog u osnovno stanje.

## Nastajanje i evolucija
region nastaje od gigantskog molekulskog oblaka (GMO). To je oblak koji se sastoji pretežno od molekulskog vodonika, gust je i niske temperature između 10 i 20 Kelvina. GMO oblaci mogu dugo vremena da provedu u stabilnom stanju, ali udarnim talasima koji potiču od raspada supernove, dolazi do sudara između oblaka i može doći do njihovog kolapsa usled magnetnih interakcija. U slučaju kolapsa, dolazi i do fragmentacije materije, a ovim postupkom dolazi do rađanja zvezda.
Kako zvezde nastaju u ovim Gigantski molekulski oblikmolekulskim oblacima, kod najvećih oblaka temperature dostižu dovoljne visine na kojima se okolni gas može jonizovati i ubrzo nakon formiranja jonizovanog radijativnog polja, fotoni koji nose veliku energiju formiraće jonizacioni front. Talasni front će se kroz gas kretati supersoničnim brzinama koje na većim distancama od jonizovane zvezde opadaju po intenzitetu.

## Fizičke osobine
Fizičke osobine HII regiona jako variraju. Njihovi radijusi se kreću od ultrakompaktnih koji su prečnika do jedne svetlosne godine do gigantskih HII regiona poprečnog preseka nekoliko stotina svetlosnih godina. Njihova veličina je poznata kao Stromgrenov radijus i najviše zavisi od izvora jonizovanih fotona i gustine samog regiona. Gustine se kreću od nekoliko miliona čestica po cm3 u ultrakompaktnim HII regionima, do samo nekoliko čestica po cm3 u najširim regionima. Pored toga, postoje i ultragusti HII regioni. U zavisnosti od gustine, mase HII regiona se kreću od 100 do 10 000 solarnih masa. Broj zvezda u HII regionu zavisi od njegove veličine. Regioni su komplikovanije strukture od planetarnih maglina koje imaju samo jedan centralni jonizovani izvor zbog toga što se u njima jonizovani gas dobija iz više izvora i pomešan je sa slabim magnetnim poljem jačine nekoliko nT. Spora pomeranja naelektrisanog jonizovanog gasa stvaraju magnetno polje i utiču na to da sam region bude naelektrisan. Bez obzira na velike količine jonizujućeg zračenja, HII regioni su skoro uvek povezani sa hladnim molekulskim gasom koji iz njih potiče.
Osnovni gradivni element HII regiona je vodonik, sa prisustvom od oko 90%. Najjače emisione linije su linije vodonika na 656,3 nm i daju regionu karakterističnu crvenu boju. Ostatak hemijskog sastava regiona čini helijum sa trakastim prisustvom težih elemenata. Njihovo prisustvo opada sa udaljavanjem od galaktičkog centra zbog toga što su oni nastajali kao proizvodi nukleosinteza u proteklom životu galaksije kada je u njima bio formiran veći broj zvezda u gušćim delovima regiona.

### Rasprostranjenost
regioni se mogu pronaći jedino u spiralnim i nepravilnim galaksijama, a vrlo retko se nalaze u eliptičnim galaksijama. U nepravilnim galaksijama oni nisu prostorno koncentrisani ni oko jednog dela galaksije, dok se u spiralnim galaksijama koncentrišu u linijama spirala i može ih biti i do nekoliko hiljada. Razlog zašto HII regioni nisu prisutni u svim vrstama galaksija je u tome što se pri hlađenju samih galaksija broj sudara zvezda različit u zavisnosti od oblika galaksije.

## Određivanje daljina pomoćuregiona
Oblik i veličina HII regiona određeni su gustinom gasa u raznim pravcima. Najveći vangalaktički HII regioni su svi približno istih dimenzija i zbog toga se koriste kao "standardne sveće" za određivanje kosmičkih udaljenosti. Pored njih, za indikatore udaljenosti koriste se i Cefeide, Crveni i Plavi superdžinovi, globularna zvezdana jata, supernove tipa Ia i najsjajnije galaksije. Objekti koji se koriste za određivanje rastojanja moraju biti dovoljno sjajni da se vide na velikim daljinama i njihov sjaj mora biti u uskom intervalu magnituda, kako bi bio dobro definisan.
Najveći HII regioni se koriste za određivanje daljina između 40 i 90 Mpc. Njihov apsolutni sjaj je približno konstantan i iznosi −12 magnituda. Merenjem njihove prividne magnitude dobija se udaljenost (r) preko formule koja povezuje prividnu (m) i apsoltnu magnitudu (M):
{\displaystyle m-M=5\log {r}-5.}
Kod HII regiona koji su na udaljenosti do 60 Mpc, koristi se dodatna metoda procenjivanja daljina poznavanjem linearnog prečnika magline (R) koji je isti za galaksije istog tipa i merenjem uglovnog prečnika magline (r). Kada se r izrazi u lučnim sekundama, daljina D se računa preko formule:
{\displaystyle D={\frac {206265R}{r}}.}

## Najznačajnijiregioni
- Maglina Orion, poznata i pod nazivom Mesje 42, je refleksiono-emisiona maglina u istoimenom sazvežđu. Jedna je od najsvetlijih maglina i vidljiva je na noćnom nebu. To je nama najbliži HII region u kom nastaje veliki broj zvezda.
- Maglina Konjska glava. To je tamna maglina, takođe u sastavu Oriona. Udaljena je oko 150 svetlosnih godina i zbog svog neobičnog oblika najbolje je identifikovana maglina. Taman oblak gasa i prašine je deo u kom nastaju zvezde, dok crveni delovi potiču od gasova vodonika koji se dominantno nalaze iza magline.
- Maglina Tarantula, gigantski HII region, emisiona je maglina u sazvežđu Zlatna riba. To je ekstra luminozan objekat koji nije zvezda. Da nam je ona bliska kao maglina Orion, bila bi toliko svetla kao pun mesec na noćnom nebu. Najaktivniji je region u kom nastaju zvezde u našoj lokalnoj grupi.
- 604, gigantski HII region koji se nalazi u spiralnoj galaksiji M33 u sazvežđu Trougao. Drugi je najveći HII region u našoj grupi posle magline Tarantula. Sadrži veliki broj Volf-Rajeovih zvezda i zvezda klasa OB koje zagrevaju gas na nekoliko miliona stepeni i ispuštaju svetle x-zrake.
- Maglina Karina, poznata i pod nazivom NGC 3372, je emisiona maglina u sazvežđu Pramac. Velika je svetla maglina koja na krajevima ima nekoliko otvorenih zvezdanih jata. Sadrži veliki broj toplih zvezda, među kojim se nalazi i najluminoznija zvezda u našoj galaksiji. Jedna je od najvećih difuzionih maglina na našem nebu.
- 7822, emisiona je maglina u sazvežđu Cefej. To je oblast formiranja mladih zvezda i najmlađe komponente nemaju više od nekoliko miliona godina. U njoj se nalati jedna od najtopliji zvezda u poluprečniku od 1 kpc koja je jedan od osnovnih izvora osveljenja magline i koja uokviruje ceo kompleks.

## Galerija
- Maglina Rozete
- Centralni deo magline Orion
- Maglina Omega
- RCW 108
- Maglina Lagun
- Maglina Gum 19
- Maglina Tarantula
- M 17, oblast u kom nastaju zvezde
- Maglina Konjska glava
- Nastajanje zvezda u nepravilnoj Patuljastoj galaksiji
- Maglina Karina
- HII region NGC 604
- Emisiona maglina NGC 7822
- Bok globule u HII regionu IC 2944